# Kneria maydelli
Kneria maydelli är en fiskart som beskrevs av Ladiges och Voelker, 1961. Kneria maydelli ingår i släktet Kneria och familjen Kneriidae. IUCN kategoriserar arten globalt som livskraftig. Inga underarter finns listade i Catalogue of Life.